# Jarl Kulle
Jarl Lage Kulle (27. februar 1927 i Truedstorp - 3. oktober 1997 i Roslagen) var en svensk skuespiller, som havde en stor karriere på teateret og på film. Han var i store dele af sin karriere ansat på Dramaten i Stockholm, og Ingmar Bergman var en af de instruktører, der flittigt brugte Kulle på både film og teater. Han havde en glimrende sangstemme og spillede således også musicals, fx professor Higgins i My Fair Lady i 1959.
Blandt de film, Kulle medvirkede i, kan nævnes Bergmans Sommernattens smil (1955) og Fanny og Alexander (1982), og af danske film medvirkede han i Den kære familie (1962) Pigen og pressefotografen (1963) og Babettes gæstebud (1987).

## Udvalgt filmografi
- Ungdom i fare (1946)
- En tilfældig pige (1952)
- Mens kvinder venter (1952)
- 69, sergenten og jeg (1952)
- Barabbas (1953)
- Sommernattens smil (1955)
- Den blodrøde blomst (1956)
- Frøken April (1958)
- Sovekammertyven (1959)
- Djævelens øje (1960)
- Skal vi elske? (1961)
- Den kære familie (1962)
- Kort er sommeren (1962)
- Pigen og pressefotografen (1963)
- Syv glade enker (1964)
- Hvem vil ha' min kone? (1964)
- Bryllupsnatten (1964)
- Kære John (1964)
- Min søster, min elskede (1966)
- Boghandleren som holdt op med at bade (1969, også instruktør)
- Miss and Mrs Sweden (1969)
- Ture Sventon - Privatdetektiv (1972)
- Rasmus på farten (1981)
- Fanny og Alexander (1982)
- Babettes gæstebud (1987)
- Herman (1990)
- Telegrafisten (1993)
- Zorn (1994)
- Alfred (1995)
- H.C. Andersen og den skæve skygge (animationsfilm, 1998)